# Leslie A. Adelson
Leslie Allen Adelson (geboren 4. Dezember 1951) ist eine US-amerikanische Literaturwissenschaftlerin.

## Leben
Leslie A. Adelson wurde 1982 mit einer Dissertation über Botho Strauss an der Washington University promoviert. Seit 1983 schreibt sie für die Literaturzeitschrift New German Critique. 1996 wurde sie Professorin für German Studies an der Cornell University und leitete das Institute for German Cultural Studies.  Im Jahr 2000 übersetzte sie Zafer Şenocaks Atlas des tropischen Deutschland ins Englische und machte die US-amerikanischen Germanisten auf den Einfluss der Migration auf die deutsche Gegenwartsliteratur aufmerksam.
Adelson war 2014 Mitgründerin des „Alexander Kluge-Jahrbuchs“.

## Schriften (Auswahl)
- Cosmic Miniatures and the Future Sense. Alexander Kluge’s 21st-Century Literary Experiments in German Culture and Narrative Form. Berlin : De Gruyter, 2017 ISBN 978-3-11-052564-9
- Experiment Mars: Contemporary German Literature, Imaginative Ethnoscapes, and the New Futurism. In: Mark W. Rectanus (Hrsg.): Über Gegenwartsliteratur. Interpretationen und Interventionen. Festschrift für Paul Michael Lützeler zum 65. Geburtstag. Bielefeld : Aisthesis, 2008, S. 23–50.
- The Turkish turn in contemporary German literature. Toward a New Critical Grammar of Migration. New York, NY : Palgrave Macmillan, 2005 ISBN 1-4039-6913-2
- (Hrsg.): The cultural after-life of East Germany : new transnational perspectives. Tagungsband. Washington, D.C. : American Institute for Contemporary German Studies, 2002
- Zafer Şenocak: Atlas of a tropical Germany : essays on politics and culture, 1990–1998. Übersetzung ins Englische und herausgegeben von Leslie A. Adelson. Lincoln : Univ. of Nebraska Press, 2000 ISBN 0-8032-9275-9 (Atlas des tropischen Deutschland, Berlin 1992)
- 1971 Ein Sommer in der Woche der Itke K. by American-born Jeannette Lander is published. In: Sander L. Gilman, Jack Zipes (Hrsg.): Yale companion to Jewish writing and thought in German culture 1096 – 1996. Yale Univ. Press, New Haven 1997, S. 749–758.
- Nichts wie zuhause. Jeannette Lander und Ronnith Neumann auf der utopischen Suche nach jüdischer Identität im westdeutschen Kontext. In: Jüdische Kultur und Weiblichkeit in der Moderne. Böhlau, Köln 1994, S. 307–330.
- Making bodies, making history. Feminism and German Identity. Lincoln : Univ. of Nebraska Press, 1993
- Crisis of subjectivity: Botho Strauss’s challenge to West German prose of the 1970's. Amsterdam : Rodopi, 1984 ISBN 90-6203-906-5
- Der arme Mann und „diese  solidarischen  Löcher“ – Zu Begriff und Funktion von Weiblichkeit bei Botho Strauß. In: Inge Stephan (Hrsg.): Literatur im historischen Prozeß. Das Argument, Sonderband 144. 1983, S. 165–186.
- Botho Strauss and West German prose of the 1970s. Washington : Washington Univ., 1982 Ph. D. Washington University 1982